# Андреадис, Андреас
Андреас Андреадис — греческий экономист, академик Британской и Французской академии наук.

## Биография
Родился на Корфу 30 ноября 1876 года, был сыном Майкла Андредиса и госпожи Роидис, сестры Эммануила Роидиса. Изучал право и экономику в Парижском университете, в котором ему была присуждена докторская степень, свои экономические исследования закончил в Лондоне. В 1902 году избран профессором политической экономии, а позже, в 1906 году, — профессором политической экономии и статистики в Университете Афин. Ушел из университета в 1934 году по состоянию здоровья. Служил советником Элефтериоса Венизелоса, но не занимался политикой, несмотря на предложения министерств финансов и иностранных дел.
В 1926 году в соответствии с учредительным актом Афинской академии был назначен её действительным членом. Он также был членом Французской и Английской академий, представителем Греции в Обществе наций (1912—1913) и написал несколько исследований по экономике. В то же время он принимал участие в исследованиях публикаций литературы по Эммануэлю Роидису, Лоренцо Мавилису, а также писал о театре. Под псевдонимом Алк он публиковал обзоры в ежедневной афинской прессе, а также написал специальную монографию о венских театрах.
Умер 29 мая 1935 года в Афинах.